# 아누슈카 샤르마
아누쉬카 샤르마(힌디어: अनुष्का शर्मा, 영어: Anushka Sharma, 1988년 5월 1일 ~ )는 인도의 배우이다.

## 출연 작품
- 제로 (2018)
- 산주 (2018)
- 더 링 (2017)
- 필라우리 (2017)
- A.D.H.M. (2016)
- 술탄 (2016)
- NH10 (2015)
- 딜 다다크네 도 (2015)
- 봄베이 벨벳 (2015)
- 피케이: 별에서 온 얼간이 (2014)
- 마트루 키 비즈리 카 맨도라 (2013)
- 애즈 롱 애즈 아이 라이브 (2012)
- 퍼티알러 하우스 (2011)
- 레이디스 VS 리키 바흘 (2011)
- 웨딩 플래너스 (2010)
- 배드마쉬 컴퍼니 (2010)
- 그 남자의 사랑법 (2008)